# 1697 au théâtre
| Années du théâtre : 1694 - 1695 - 1696 - 1697 - 1698 - 1699 - 1700    |
| Décennies du théâtre : 1660 - 1670 - 1680 - 1690 - 1700 - 1710 - 1720 |

## Événements
- 4 mai : fermeture à Paris du Théâtre-Italien sur ordre du roi Louis XIV ; la troupe se disperse et gagne la province.

## Pièces de théâtre publiées
- Il Convitato di pietra, traduction en italien de Dom Juan de Molière par Nicolo Castelli (pseudonyme du moine Biagio Augustelli de Lucques, secrétaire du prince-électeur Frédéric Ier de Brandebourg), Leipzig, Johann Ludwig Gleditsch.

## Pièces de théâtre représentées
- 22 février : Scipion l'Africain, tragédie de Jacques Pradon, Paris, Comédie-Française ; elle est publiée la même année à Paris chez Thomas Guillain (En ligne sur Gallica).
- 27 février : Le Chevalier joueur, comédie de Charles Dufresny, Paris, Comédie-Française.
- 8 mai : Le Lourdaud de De Brie, Paris, Comédie-Française.
- 11 juin : Les Empiriques, comedie de David Augustin de Brueys, Paris, Comédie-Française.
- 10 juillet : La Loterie de Dancourt, Paris, Comédie-Française.
- 19 septembre : Le Charivari de Dancourt, Paris, Comédie-Française.
- 19 octobre : Le Retour des officiers de Dancourt, Paris, Comédie-Française.
- 2 décembre : Le Distrait de Jean-François Regnard, Paris, Comédie-Française.
- 11 décembre : Oreste et Pylade, tragédie de Lagrange-Chancel, Paris, Comédie-Française.
- Date précise inconnue : 
  - I consigli di Meneghino, comédie de Carlo Maria Maggi,  Milan.
  - Les fées, ou Contes de ma mère l’oye, comédie de Charles Dufresny.
  - L'Épouse outragée (The Provoked Wife), comédie de John Vanbrugh, Lincoln's Inn Fields Playhouse, Londres.

## Naissances
- 7 janvier : Franz Neumayr, prêtre jésuite et écrivain allemand, auteur de six tragédies, trois comédies et d'un Singspiel, mort le 1er mai 1765.
- 1er octobre : Antoine de Ferriol de Pont-de-Veyle, auteur dramatique français, mort le 2 septembre 1774.